# Seznam dílů seriálu Zločiny z vřesovišť
Toto je seznam dílů seriálu Zločiny z vřesovišť.

## Přehled řad
| Řada | Díly | Premiéra v VB   | Premiéra v VB   | Premiéra v ČR      | Premiéra v ČR     |
| Řada | Díly | První díl       | Poslední díl    | První díl          | Poslední díl      |
| ---- | ---- | --------------- | --------------- | ------------------ | ----------------- |
| 1    | 4    | 1. května 2011  | 22. května 2011 | 14. listopadu 2013 | 5. prosince 2013  |
| 2    | 4    | 22. dubna 2012  | 3. června 2012  | nebylo vysíláno    | nebylo vysíláno   |
| 3    | 4    | 25. srpna 2013  | 15. září 2013   | nebylo vysíláno    | nebylo vysíláno   |
| 4    | 4    | 27. dubna 2014  | 18. května 2014 | nebylo vysíláno    | nebylo vysíláno   |
| 5    | 4    | 5. dubna 2015   | 26. dubna 2015  | 10. února 2019     | 3. března 2019    |
| 6    | 4    | 31. ledna 2016  | 21. února 2016  | 10. března 2019    | 31. března 2019   |
| 7    | 4    | 19. března 2017 | 9. dubna 2017   | 7. dubna 2019      | 28. dubna 2019    |
| 8    | 4    | 7. ledna 2018   | 28. ledna 2018  | 5. května 2019     | 26. května 2019   |
| 9    | 4    | 13. ledna 2019  | 3. února 2019   | 13. prosince 2020  | 3. ledna 2021     |
| 10   | 4    | 12. ledna 2020  | 2. února 2020   | 24. dubna 2022     | 15. května 2022   |
| 11   | 6    | 29. srpna 2021  | 22. ledna 2023  | 22. května 2022    | 26. června 2022   |
| 12   | 4    | 29. ledna 2023  | 19. února 2023  | 23. června 2024    | 14. července 2024 |
| 13   | 3    | 7. ledna 2024   | 21. ledna 2024  | bude oznámeno      | bude oznámeno     |
| 14   | 2    | 1. ledna 2025   | 2. ledna 2025   | bude oznámeno      | bude oznámeno     |

## Seznam dílů

### První řada (2011)
| Č. v seriálu | Č. v řadě | Původní název  | Český název     | Režie            | Scénář        | Premiéra v VB   | Premiéra v ČR      |
| ------------ | --------- | -------------- | --------------- | ---------------- | ------------- | --------------- | ------------------ |
| 1            | 1         | Hidden Depths  | Skryté hlubiny  | Adrian Shergold  | Paul Rutman   | 1. května 2011  | 14. listopadu 2013 |
| 2            | 2         | Telling Tales  | Stíny vzpomínek | Peter Hoar       | Paul Rutman   | 8. května 2011  | 21. listopadu 2013 |
| 3            | 3         | The Crow Trap  | Past na vránu   | Farren Blackburn | Stephen Brady | 15. května 2011 | 28. listopadu 2013 |
| 4            | 4         | Little Lazarus | Malý Lazar      | Paul Whittington | Paul Rutman   | 22. května 2011 | 5. prosince 2013   |

### Druhá řada (2012)
| Č. v seriálu | Č. v řadě | Původní název       | Režie            | Scénář       | Premiéra v VB   |
| ------------ | --------- | ------------------- | ---------------- | ------------ | --------------- |
| 5            | 1         | The Ghost Position  | Peter Hoar       | Paul Rutman  | 22. dubna 2012  |
| 6            | 2         | Silent Voices       | Paul Whittington | Gaby Chiappe | 29. dubna 2012  |
| 7            | 3         | A Certain Samaritan | Ed Bazalgette    | Paul Rutman  | 20. května 2012 |
| 8            | 4         | Sandancers          | Julian Holmes    | Colin Teevan | 3. června 2012  |

### Třetí řada (2013)
| Č. v seriálu | Č. v řadě | Původní název      | Režie               | Scénář                     | Premiéra v VB  |
| ------------ | --------- | ------------------ | ------------------- | -------------------------- | -------------- |
| 9            | 1         | Castles in the Air | Will Sinclair       | Paul Rutman a Gaby Chiappe | 25. srpna 2013 |
| 10           | 2         | Poster Child       | Paul Cotter         | Paul Rutman                | 1. září 2013   |
| 11           | 3         | Young Gods         | Dušan Lazarević     | Gaby Chiappe               | 8. září 2013   |
| 12           | 4         | Prodigal Son       | Thaddeus O'Sullivan | Marston Bloom              | 15. září 2013  |

### Čtvrtá řada (2014)
| Č. v seriálu | Č. v řadě | Původní název         | Režie               | Scénář         | Premiéra v VB   |
| ------------ | --------- | --------------------- | ------------------- | -------------- | --------------- |
| 13           | 1         | On Harbour Street     | Thaddeus O'Sullivan | Paul Rutman    | 27. dubna 2014  |
| 14           | 2         | Protected             | Daikin Marsh        | Martha Hillier | 4. května 2014  |
| 15           | 3         | The Deer Hunters      | Will Sinclair       | Steve Coombes  | 11. května 2014 |
| 16           | 4         | Death of a Family Man | David Richards      | Martha Hillier | 18. května 2014 |

### Pátá řada (2015)
| Č. v seriálu | Č. v řadě | Původní název      | Český název     | Režie            | Scénář         | Premiéra v VB  | Premiéra v ČR  |
| ------------ | --------- | ------------------ | --------------- | ---------------- | -------------- | -------------- | -------------- |
| 17           | 1         | Changing Tides     | Temný příliv    | Marek Losey      | Martha Hillier | 5. dubna 2015  | 10. února 2019 |
| 18           | 2         | Old Wounds         | Staré rány      | Daikin Marsh     | Martha Hillier | 12. dubna 2015 | 17. února 2019 |
| 19           | 3         | Muddy Waters       | Kalné vody      | Stewart Svaasand | Glen Laker     | 19. dubna 2015 | 24. února 2019 |
| 20           | 4         | Shadows in the Sky | Stíny na obloze | Will Sinclair    | Martha Hillier | 26. dubna 2015 | 3. března 2019 |

### Šestá řada (2016)
| Č. v seriálu | Č. v řadě | Původní název    | Český název  | Režie          | Scénář                                 | Premiéra v VB  | Premiéra v ČR   |
| ------------ | --------- | ---------------- | ------------ | -------------- | -------------------------------------- | -------------- | --------------- |
| 21           | 1         | Dark Road        | Temná cesta  | Marek Losey    | Martha Hillier                         | 31. ledna 2016 | 10. března 2019 |
| 22           | 2         | Tuesday's Child  | Úterňátko    | Jill Robertson | Glen Laker                             | 7. února 2016  | 17. března 2019 |
| 23           | 3         | The Moth Catcher | Lovec můr    | Jamie Childs   | Paul Matthew Thompson                  | 14. února 2016 | 24. března 2019 |
| 24           | 4         | The Sea Glass    | Mrtvý v síti | Paul Gay       | Paul Matthew Thompson a Martha Hillier | 21. února 2016 | 31. března 2019 |

### Sedmá řada (2017)
| Č. v seriálu | Č. v řadě | Původní název     | Český název         | Režie           | Scénář                                 | Premiéra v VB   | Premiéra v ČR  |
| ------------ | --------- | ----------------- | ------------------- | --------------- | -------------------------------------- | --------------- | -------------- |
| 25           | 1         | Natural Selection | Přirozený výběr     | Jamie Childs    | Helen Jenkins                          | 19. března 2017 | 7. dubna 2019  |
| 26           | 2         | Dark Angel        | Anděl smrti         | Louise Hooper   | Paul Matthew Thompson                  | 26. března 2017 | 14. dubna 2019 |
| 27           | 3         | Broken Promise    | Porušený slib       | Lee Haven Jones | Robert Murphy                          | 2. dubna 2017   | 21. dubna 2019 |
| 28           | 4         | The Blanket Mire  | Pohřbená v rašelině | John Hayes      | Paul Matthew Thompson a Martha Hillier | 9. dubna 2017   | 28. dubna 2019 |

### Osmá řada (2018)
| Č. v seriálu | Č. v řadě | Původní název  | Český název      | Režie           | Scénář                | Premiéra v VB  | Premiéra v ČR   |
| ------------ | --------- | -------------- | ---------------- | --------------- | --------------------- | -------------- | --------------- |
| 29           | 1         | Blood and Bone | Krevní pouto     | Paul Gay        | Paul Matthew Thompson | 7. ledna 2018  | 5. května 2019  |
| 30           | 2         | Black Ice      | Černý led        | David Leon      | Martha Hillier        | 14. ledna 2018 | 12. května 2019 |
| 31           | 3         | Home           | Rodinná historie | Chris Baugh     | Paul Logue            | 21. ledna 2018 | 19. května 2019 |
| 32           | 4         | Darkwater      | Temná voda       | Lee Haven-Jones | Paul Matthew Thompson | 28. ledna 2018 | 26. května 2019 |

### Devátá řada (2019)
| Č. v seriálu | Č. v řadě | Původní název | Český název | Režie              | Scénář                | Premiéra v VB  | Premiéra v ČR     |
| ------------ | --------- | ------------- | ----------- | ------------------ | --------------------- | -------------- | ----------------- |
| 33           | 1         | Blind Spot    | Slepé místo | Paul Gay           | Paul Logue            | 13. ledna 2019 | 13. prosince 2020 |
| 34           | 2         | Cuckoo        | Kukačka     | Lawrence Gough     | Paul Matthew Thompson | 20. ledna 2019 | 20. prosince 2020 |
| 35           | 3         | Cold River    | Ledová řeka | Carolina Giammetta | Martha Hillier        | 27. ledna 2019 | 27. prosince 2020 |
| 36           | 4         | The Seagull   | Noční klub  | Declan O'Dwyer     | Paul Matthew Thompson | 3. února 2019  | 3. ledna 2021     |

### Desátá řada (2020)
| Č. v seriálu | Č. v řadě | Původní název       | Český název    | Režie              | Scénář                | Premiéra v VB  | Premiéra v ČR   |
| ------------ | --------- | ------------------- | -------------- | ------------------ | --------------------- | -------------- | --------------- |
| 37           | 1         | Blood Will Tell     | Krev není voda | Paul Gay           | Paul Logue            | 12. ledna 2020 | 24. dubna 2022  |
| 38           | 2         | Parent Not Expected | Otcovská láska | Rob Evans          | Colette Kane          | 19. ledna 2020 | 1. května 2022  |
| 39           | 3         | Dirty               | Špína          | Delyth Thomas      | Sally Abbott          | 26. ledna 2020 | 8. května 2022  |
| 40           | 4         | The Escape Turn     | Smrt magnáta   | Caroline Giammetta | Paul Matthew Thompson | 2. února 2020  | 15. května 2022 |

### Jedenáctá řada (2021–2023)
| Č. v seriálu | Č. v řadě | Původní název          | Český název      | Režie                   | Scénář                | Premiéra v VB  | Premiéra v ČR   |
| ------------ | --------- | ---------------------- | ---------------- | ----------------------- | --------------------- | -------------- | --------------- |
| 41           | 1         | Witness                | Mrtvý svědek     | Paul Gay                | Paul Logue            | 29. srpna 2021 | 22. května 2022 |
| 42           | 2         | Recovery               | Temné lesy       | Christiana Ebohon-Green | Colette Kane          | 5. září 2021   | 29. května 2022 |
| 43           | 3         | Tyger Tyger            | Únos tygra       | Paul Gay                | Paul Matthew Thompson | 9. ledna 2022  | 5. června 2022  |
| 44           | 4         | As the Crow Flies      | Vzdušnou čarou   | Waris Islam             | Sally Abbott          | 16. ledna 2022 | 12. června 2022 |
| 45           | 5         | Vital Signs            | Známky života    | Rob Evans               | Paul Logue            | 15. ledna 2023 | 19. června 2022 |
| 46           | 6         | The Way the Wind Blows | Odkud vítr fouká | Chris Foggin            | Michael Bhim          | 22. ledna 2023 | 26. června 2022 |

### Dvanáctá řada (2023)
| Č. v seriálu | Č. v řadě | Původní název        | Český název    | Režie             | Scénář       | Premiéra v VB  | Premiéra v ČR     |
| ------------ | --------- | -------------------- | -------------- | ----------------- | ------------ | -------------- | ----------------- |
| 47           | 1         | Against the Tide     | Proti proudu   | Will Sinclair     | Lucia Haynes | 29. ledna 2023 | 23. června 2024   |
| 48           | 2         | For the Grace of God | Z boží vůle    | Claire Winyard    | Sally Abbott | 5. února 2023  | 30. června 2024   |
| 49           | 3         | Blue                 | Smrt policisty | Khurrum M. Sultan | Paul Logue   | 12. února 2023 | 7. července 2024  |
| 50           | 4         | The Darkest Evening  | Temný večer    | Paul Gay          | Colette Kane | 19. února 2023 | 14. července 2024 |

#### Speciál
| Č. v seriálu | Č. v řadě | Původní název   | Český název        | Režie    | Scénář       | Premiéra v VB     | Premiéra v ČR     |
| ------------ | --------- | --------------- | ------------------ | -------- | ------------ | ----------------- | ----------------- |
| 51           | 5         | The Rising Tide | Stoupající hladina | Paul Gay | Sally Abbott | 26. prosince 2023 | 21. července 2024 |

### Třináctá řada (2024)
| Č. v seriálu | Č. v řadě | Původní název    | Český název   | Režie          | Scénář                              | Premiéra v VB  | Premiéra v ČR |
| ------------ | --------- | ---------------- | ------------- | -------------- | ----------------------------------- | -------------- | ------------- |
| 52           | 1         | Fast Love        | bude oznámeno | Claire Winyard | Ann Cleeves a Paul Matthew Thompson | 7. ledna 2024  | bude oznámeno |
| 53           | 2         | Tender           | bude oznámeno | Jermain Julien | Phil Mulryne                        | 14. ledna 2024 | bude oznámeno |
| 54           | 3         | Salt and Vinegar | bude oznámeno | Paul Gay       | Phil Mulryne                        | 21. ledna 2024 | bude oznámeno |

### Čtrnáctá řada (2025)
| Č. v seriálu | Č. v řadě | Původní název  | Český název   | Režie          | Scénář       | Premiéra v VB | Premiéra v ČR |
| ------------ | --------- | -------------- | ------------- | -------------- | ------------ | ------------- | ------------- |
| 54           | 1         | Inside         | bude oznámeno | Claire Winyard | Phil Mulryne | 1. ledna 2025 | bude oznámeno |
| 56           | 2         | The Dark Wives | bude oznámeno | Paul Gay       | Phil Mulryne | 2. ledna 2025 | bude oznámeno |